# Дьюла Ревіцький
Дьюла Ревіцький (угор. Reviczky Gyula; 9 квітня 1855 — 11 липня 1889, Будапешт) — угорський поет і письменник.
Народився у шляхетній родині Ревіцьких. Розпочав навчання в Левіце, потім закінчив середню школу в Братиславі. Тут він зустріла свою кохану Лайку, дівчину в блакитній сукні, і написала свій перший любовний цикл.
Після смерті батька виявилося, що його батько втратив спадщину і всі статки родини втрачені.
Аби мати кошти на життя, він працював учителем у роднинах заможних осіб, а згодом влаштувався на роботу журналістом у Будапешті. Він також займався перекладами, вперше переклав Шарля Бодлера на угорську мову, але також переклав Клейста, Ніколауса Ленау та Франца Ґрільпарцера. У него було кохання з видатною актрисою Марі Ясаі. Був членом Товариства Петефі.
Після тривалої хвороби помер від хвороби легенів 11 липня 1889 року в Будапешті.